# 玛格丽特·费里尔
玛格丽特·费里尔（英語：Margaret Ferrier，1960年9月10日—），蘇格蘭政治人物，在2015年至2017年及2019年至2023年間擔任拉瑟格伦和西哈密尔顿區英國國會議員。她是苏格兰民族党黨員，但自2020年10月1日起因為違返2019年新型冠狀病毒防疫守則而被暫停黨籍。

## 生平

### 早年及政治生涯前
费里尔生於1960年9月10日，在格拉斯哥國王公園長大。與家人在西班牙馬略卡島生活兩年後，她在1972搬回蘇格蘭拉瑟格伦，1990年搬至达恩利，2000年起在坎巴斯兰生活。2011年她加入苏格兰民族党成為黨員。
她在大學時修讀航運管理。在當選為下議院議員前，费里尔在马瑟韦尔一家製造建築公司擔任銷售主管。

### 政治生涯
在進入西敏寺前，她曾參選2013年南拉纳克郡議會選舉，在南拉瑟格倫選區參選，但輸給苏格兰工党的格德·基伦。
2015年英國大選中，她在拉瑟格倫和西哈密爾頓選區參選並勝出，取得30,279票，共佔選區所有票的52%。2017年英國大選中，她的議席以265票之差丟給了格德·基伦。然而在2019年英國大選中，她以5,230票之差擊敗基伦奪回議席。

#### 2019新型冠狀病毒事件
2020年9月26日，费里尔發現自己有2019新型冠狀病毒病徵後，便去進行病毒測試。同日她亦到訪了一家健身中心，美容中心和禮品店。在等候結果期間，9月28日她乘火車到倫敦國會進行辯論，同日晚上她得到結果是呈陽性反應。29日她乘火車回蘇格蘭，並告訴黨鞭她的一名家庭成員不適。10月1日，她發表公告，對違反防疫守則道歉。此後她被暫停黨籍，並交回警方及國會標準局（Parliamentary standards authorities）處理。10月2日，黨領袖及蘇格蘭首席部長妮古拉·斯特金告訴她應該辭去議員一職。下議院議長林賽·霍伊爾形容她的行為「不負責任」。

## 外部辛結
- 個人網站 （页面存档备份，存于）
- profile （页面存档备份，存于） on SNP website
- 英国的個人檔案
- 公鞭記載的投票紀錄
- TheyWorkForYou記載的紀錄
- 玛格丽特·费里尔的X（前Twitter）
- Margaret Ferrier （页面存档备份，存于） 'MP Costs'在IPSA